# Gouvernement Lambertz I
Pour les articles homonymes, voir Gouvernement Lambertz.
Lambertz I est le nom du gouvernement de la Communauté germanophone de Belgique formé par une coalition tripartite, associant la famille socialiste, libérale et Ecolo.
Ce gouvernement a été institué le 14 juillet 1999 à la suite des élections régionales et communautaires et succède au Gouvernement Maraite III.
À la fin de son mandat, le 22 juillet 2004, le Gouvernement Lambertz II a succédé à ce gouvernement.

## Composition du Gouvernement
| Fonction | Titulaire | Titulaire           | Parti |
| --- | --------- | ------------------- | ----- |
| Ministre-Président, ministre de l’Emploi, de la Politique des handicapés, des Médias et des Sports             |           | Karl-Heinz Lambertz | SP    |
| Ministre de l’Enseignement et de la Formation, de la Culture et du Tourisme                                    |           | Bernd Gentges       | PFF   |
| Ministre de la Jeunesse et de la Famille, de la Protection des Monuments, de la Santé et des Affaires sociales |           | Hans Niessen        | Ecolo |